# Iglesia de San Pedro y San Pablo (Pitești)
La Iglesia de San Pedro y San Pablo (en rumano: Biserica Sfinții Petru și Pavel) es una iglesia católica en Pitesti, Rumania, situada en la calle Victoriei 11.
Inicialmente, la parroquia funcionó de una capilla dedicada en 1864, sirviendo a una comunidad católica local extraída de varias nacionalidades: alemanes o sajones de Transilvania, austriacos, checos, polacos, italianos y húngaros. El edificio actual fue construido entre 1895 y 1896, y ampliado en 1996. Una casa nueva para la parroquia fue construida entre 1990 y 1996. La iglesia tiene un coro y participa en actividades culturales y de caridad. La parroquia tiene su fiesta el 29 de junio y es parte de la arquidiócesis de Bucarest. El edificio es considerado un monumento histórico por el Ministerio de Cultura de Rumania.